# Сагайдачний (бронепоїзд)
Бронепотяг «Сагайдачний» («Окремий панцирний потяг», «Полонений») — важкий панцерний потяг збройних сил УНР.

## Історія
Захоплений у більшовиків, у РСЧА мав назву «Товарищ Троцкий», наприкінці березня 1919 року 19-ю дієвою дивізією Північної групи Дієвої Армії УНР. Відтягнутий з Луцька до Рівного для ремонту.  
Тривалий час бронепотяг називали «Полонений», «окремий панцирний потяг». Наприкінці квітня 1919 року був перейменований на «Сагайдачний». 
Наприкінці травня 1919 року броньові частини Дієвої армії зазнали істотних втрат. 27 травня під час відступу корпусу Січових Стрільців зі Здолбунова довелось знищити п'ять панцирних потягів, у тому числі «Сагайдачний». Перед тим з панцерників було знято усю зброю, бойовий склад відійшов пішим порядком.

## Опис
Був озброєний 2 гаубицями, команда панцирного потяга складалася з 3 старшин, 2 підстаршин та 38 козаків. 